# Oranit
Oranit (en hebreu: אורנית) és un assentament israelià localitzat en l'Àrea de Judea i Samaria. Fundat en 1983, va ser declarat consell local en 1990. Segons l'Oficina Central d'Estadístiques d'Israel, en desembre de 2010 comptava amb una població total de 6.000 habitants.